# Nathan Riggs
Nathan Riggs, est un personnage fictif de la série à succès Grey's Anatomy. Joué par l'acteur Martin Henderson, il apparaît pour la première fois dans l'épisode 6 de la saison 12 en tant que chirurgien cardio-thoracique.
Nathan Riggs est un chirurgien cardiothoracique qui a travaillé avec April Kepner durant son séjour en Jordanie. Après avoir amené un patient à l'hôpital Grey Sloan Memorial, le docteur Bailey lui offre un poste de titulaire. Il entame une relation amoureuse avec Meredith Grey, mais il y met un terme lorsque sa fiancée Megan Hunt, disparue lors d'une mission en Irak, est retrouvée. Il finit par démissionner et déménage à Malibu avec Megan Hunt pour commencer une nouvelle vie.

## Épisodes notables
Ces épisodes sont centrés sur Nathan ou sont par ailleurs très instructifs sur sa vie.
- Premier jour en enfer (12x06)
- Une nouvelle chance (12x12)
- Rétablir le contact (12x17)
- Amour et conséquences (12x23)
- Zone de turbulences (13x20)
- Ce qui ne tue pas... (14x02)
- Terrain miné (14x05)

## Histoire du personnage
Le personnage de Nathan Riggs apparaît dans 45 épisodes de l'univers de Grey's Anatomy, chacune de ses apparitions se faisant dans la série mère. 

### Jeunesse et service militaire
Si l'on sait relativement peu de chose sur l'enfance de Nathan Riggs, on sait que Nathan est né en Nouvelle-Zélande et qu'il a déménagé à Seattle à l'âge de 7 ans. 
Nathan et Owen Hunt ont suivi la même formation médicale et sont devenus médecins ensemble. Les deux hommes se sont engagés dans l'armée comme médecins de terrain, au fil du temps ils sont devenus comme des frères. Nathan finit par rencontrer la sœur d'Owen : Megan Hunt, dont il tombe amoureux rapidement. Leurs sentiments étant réciproques, Megan et Nathan débutent une relation mais les deux sont infidèles envers l'autre. En 2007, alors qu'Owen, Teddy, Megan et Nathan étaient en mission en Irak, Nathan demande en mariage Megan. Cependant Teddy Altman reconnut le collier que Nathan avait utilisé pour demander en mariage Megan car il appartenait à une autre femme : Felicia Phillips. Teddy confronta Nathan alors qu'elle opérait un soldat avec lui, et lui demanda s'il avait trompé Megan, ce qu'il admis. Teddy lui conseilla de le dire à Megan car elle méritait de le savoir, leur amour étant fort, elle lui pardonnerait probablement. Quelques heures plus tard Megan a appris que Nathan l'avait trompé.  
Le même jour, Nathan et Megan ont dû transporter un patient, mais seul l'un d'entre eux pouvait monter dans l'hélicoptère faute de place. Le vol traversé un espace aérien non protégé, alors Nathan a voulu prendre la place de Megan. Megan a refusé car elle voulait partir loin de Nathan et a expliqué que le patient transporté était de toute façon son patient. Après une dispute, il la laissa partir car il aurait fait la même chose si le patient avait été le sien. Malheureusement l'hélicoptère n'est jamais arrivé à destination et a disparu sans laisser de trace. La disparition de Megan a brisé le lien qu'unissait Owen et Nathan, Owen lui reprochant la disparition de sa sœur. Après sa disparition, Nathan est resté un moment pour la chercher, tandis qu'Owen est retourné à Seattle peu de temps après.

## Casting et départ du personnage
Le 15 juin 2015, il a été annoncé que l'actreur Martin Henderson aurait un rôle principal dans la douzième saison de la série.

Le 26 octobre 2017, après la diffusion du cinquième épisode de la quatorzième saison, la créatrice de Grey's Anatomy, Shonda Rhimes, a annoncé le départ de Martin Henderson via Twitter: 
"Je suis ravie que nous soyons parvenus à offrir une fin heureuse à Riggs, digne du personnage et du talent. Quant à Martin, ce n'est pas la fin de notre relation professionnelle. Il fait partie de la famille Shondaland depuis le pilote d'Inside the Box et il en fera toujours partie. J'ai hâte de trouver un nouveau projet sur lequel travailler avec lui à l'avenir " - Shonda Rhimes 
Henderson a indiqué dans une interview avec Deadline que son départ était une décision scénaristique, car il avait signé un "contrat à court terme", ajoutant:
"C'était ma dernière année [du contrat] donc je m'attendais à ce que l'histoire de Nathan s'achève." - Martin Henderson

Quant à un éventuel retour dans la série, Martin Henderson explique : 

"Je ne fermerai jamais complètement la porte. Dans mon esprit, la fin de Riggs est laissée assez ouverte. C'est toujours agréable de donner à un personnage une fin qui laisse la possibilité d'un retour. Si l'opportunité se présentait dans le futur avec une intrigue intéressante, je serais ravi de considérer [un potentiel retour]".                   - Martin Henderson 